# Шаурма

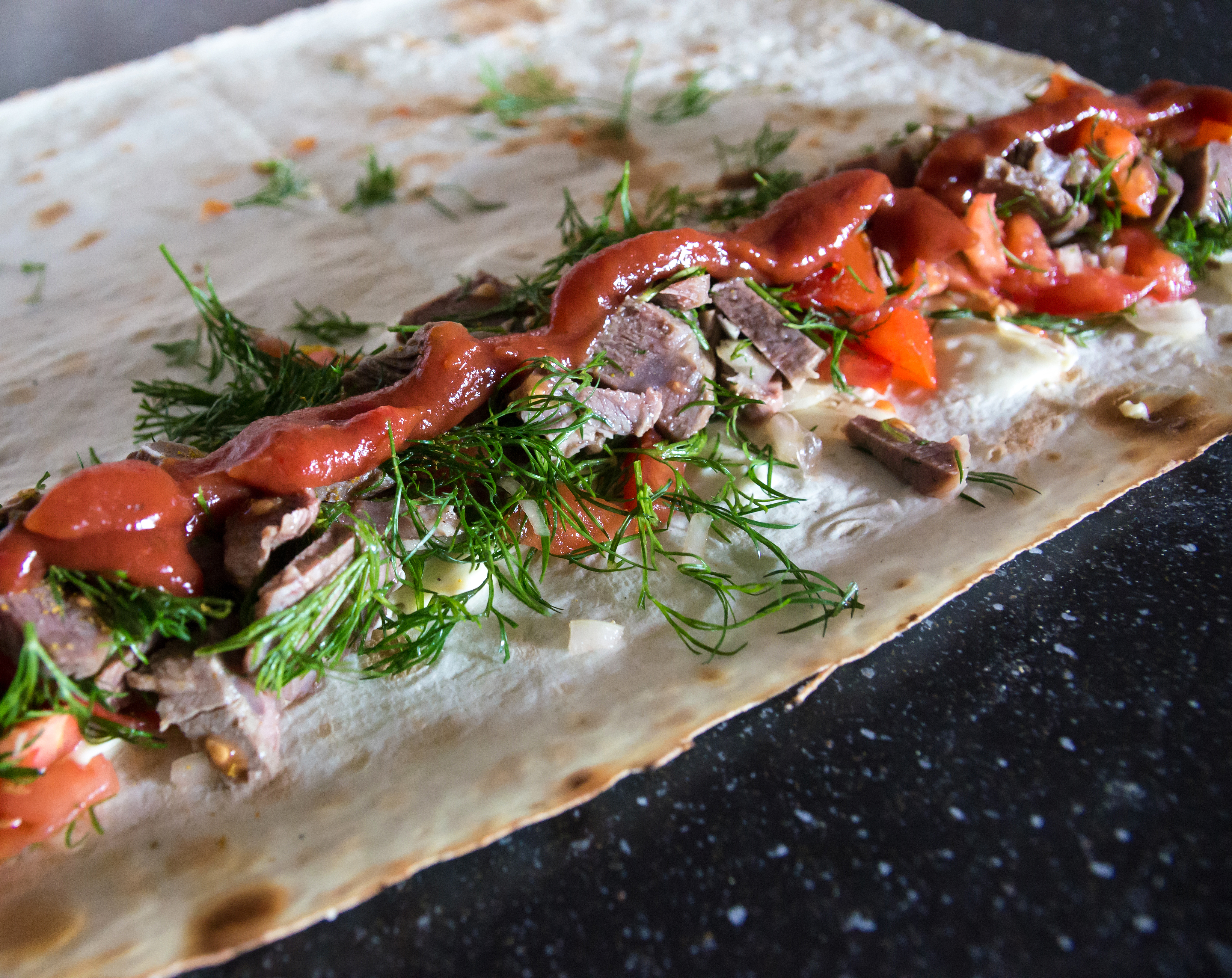

Шаурма́ (інколи називають шаве́рма, араб. شاورما, івр. שווארמה, від тур. çevirme; в деяких країнах доне́р-кеба́б, тур. döner kebab) — популярна вулична їжа в країнах Близького Сходу, для якої в оригінальному рецепті використовується м'ясо баранини і спеції, які готуються на вертелі, а сьогодні існує кілька варіацій, включаючи яловичину, курку або овочеву шаурму. Це близькосхідна страва арабського походження з піти або лавашу, який начинюють рубленим смаженим м'ясом (баранина, яловичина, індичатина або курятина; в Європі інколи також свинина) з додаванням приправ, соусів і салату зі свіжих овочів. Вживається без використання столових приборів.
У XXI ст. шаурма широко розповсюдилася в Європі, зокрема й в Україні, завдяки мігрантам з Близького Сходу.

## Приготування
Для приготування шаурми використовують таке м'ясо: баранина, свинина, яловичина, курятина. М'ясо присмажують за спеціальною технологією в призначених для цього вертикальних грилях. Вирізку нанизують на вертикально розташований рожен, який обертається навколо своєї осі і відносно нагрівальних елементів, розташованих уздовж нього. Відповідно до підсмажування м'яса його зрізують довгим ножем (або спеціальним електричним дисковим ножем) тонкими шматочками, які падають у піддон. Ці шматочки потім подрібнюються.
Разом із м'ясом до начинки лаваша або піти додають соус (білий часниковий і червоний томатний) і овочі (томати, капусту й огірки).

## Назви в різних регіонах
Країни в алфавітному порядку:
- В Азербайджані шаурмою називають страву з білим кисло-солодким соусом і в лаваші, тоді як традиційна шаурма називається дьонер-кебаб або просто «дьонер» (азерб. dönər).
- В Алжирі шаурма називається дене́р.
- У Бельгії використовується назва піта-дюрюм (фр. pita durum), або просто durum (від турецького dürüm — загорнутий), якщо начинка загорнута в тонкий лаваш, або просто піта (фр. pita), якщо начинка кладеться в половинку піти.
- У Болгарії вживають назву дюнер.
- У Великій Британії називають скорочено «кебаб» від турецького — Döner kebab.
- У Вірменії ця страва називається карси-хоровац (шашлик по-карськи). Шашлик по-карськи являє собою великий шматок м'яса на рожні, з якого поступово зрізують шматочки відповідно до приготування і загортають їх у псацах (тонкий, прісний і листовий «лаваш»).
- У Німеччині використовується назва дьонер-кебаб (нім. Dönerkebab), або просто Döner. Також використовується назва дюрюм (від турецького dürüm — загорнутий), якщо начинка загорнута в тонкий лаваш.
- У Греції та на Криті м'ясо, приготоване на вертикальному рожні, називається гірос, а начинена цим м'ясом піта — гірос піта.
- В Ізраїлі для тієї ж страви використовується назва шава́рма[4], але в звичайному написанні на івриті (שווארמה) широко поширене прочитання шва́рма; араби, які живуть в Ізраїлі, вимовляють його як шуа́рма. Подається в піті, або в тонкому лаваші — лафе. Корінні єрусалимці називають лафу «аштану́р». Улюблені приправи — хумус, сезамний соус, «амба» (рідка приправа з маринованого манго), гострий схуг. В ізраїльській шаурмі повністю відсутні молочні складові в будь-якому вигляді з міркувань кашрута.
- В Ірані страву називають «турецьким кебабом» (перс. کباب ترکی kabāb-e torki).
- У Казахстані продається і шаурма і різні донери (донер-кебаб, донер-дурум).
- Ліванська назва для шаурми — кубба.
- У Польщі використовується назва ке́баб (від нім. Dönerkebab) з поправкою на польський наголос (завжди на передостанній склад).
- У Росії: шаверма, шаурма, донар або дёнер, шава́рма. У Північній Осетії шаурмою називають начинений яловичиною або бараниною лаваш, а куркою — тауку.
- У Румунії вживається назва шаорма або шоорма.
- В Узбекистані вживається назва турк-кабоб або донар, зрідка шаурма. Однак, загорнутий в лаваш, називається часто просто лаваш, а турк-кабоб означає приготований в тонкому хлібці, як піта. Донар подається як окрема друга страва з гарніром.
- У Франції цю страву називають кебаб (le kebab) або chawarma.
- У Чехії для цієї страви використовується назва гірос, яка має грецьке походження.